# 薩哈林航空
薩哈林航空（又称库页岛航空）是俄羅斯一間航空公司，總部設於库页岛南薩哈林斯克，營運來往南薩哈林斯克至俄羅斯、中國、韓國、日本各城市的航班，以南薩哈林斯克機場為枢纽机场。

## 歷史
薩哈林航空在1992年成立投入服務。公司100%的股權由俄羅斯擁有。2013年，該公司將與海參崴航空合併成阿芙樂爾航空。

## 航點
薩哈林航空曾经營運以下定期航班：
- 南薩哈林斯克：
  - 俄罗斯：海蘭泡、伯力、阿穆尔河畔共青城、奧哈、海參崴、南庫里爾斯克、；
  - 日本：函館市、札幌市；
  - 中國：哈爾濱、大连、香港；
  - 韓國：首爾。
  - 日俄争议领土：择捉岛海燕机场（位于日本和俄罗斯的争议领土——南千岛群岛择捉岛上的一座军用机场）

## 現役機種

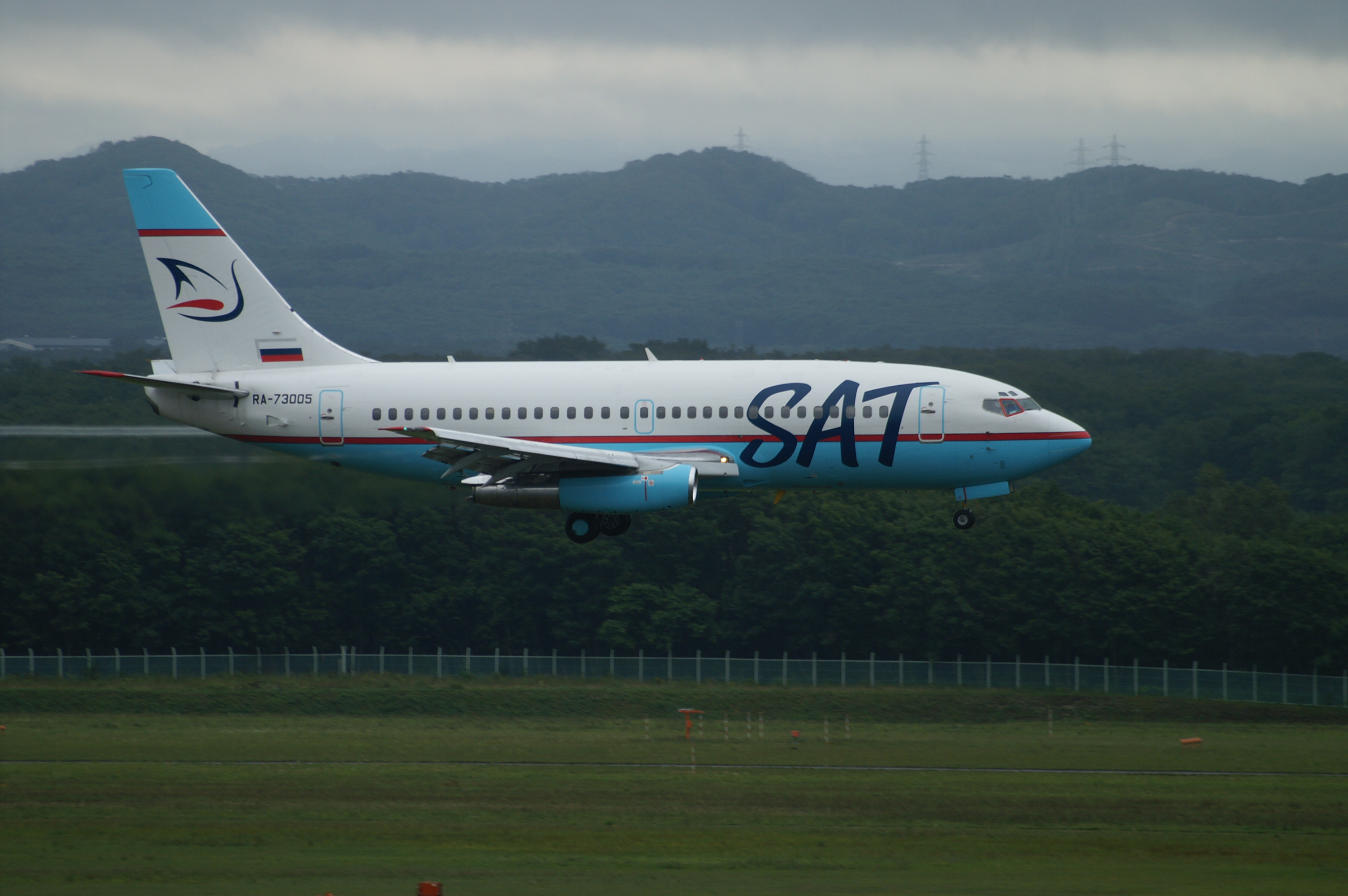
薩哈林航空的波音737-205客機降落在日本新千歲國際機場

截至2011年7月，薩哈林航空擁有以下機種：
- 2架安-12(貨機)
- 6架安-24RV
- 2架安-26B (貨機)
- 2架波音737-200
- 1架波音737-500
- 3架龐巴迪Dash 8-Q200
- 1架龐巴迪Dash 8-Q300

## 外部連結
- 薩哈林航空官方主页